# فرودگاه بیگ لیک
فرودگاه بیگ لیک (به انگلیسی: Big Lake Airport) یک فرودگاه همگانی بهره‌برداری هوایی با کد یاتا BGQ است که یک باند فرود شن دارد و طول باند آن ۷۴۲ متر است. این فرودگاه در شهر بیگ لیک، آلاسکا کشور ایالات متحده آمریکا قرار دارد و در ارتفاع ۴۸ متری از سطح دریا واقع شده‌است.